# Amerila novobritannica
Amerila novobritannica là một loài bướm đêm thuộc phân họ Arctiinae, họ Erebidae.